# Poêlon
 (mars 2023).

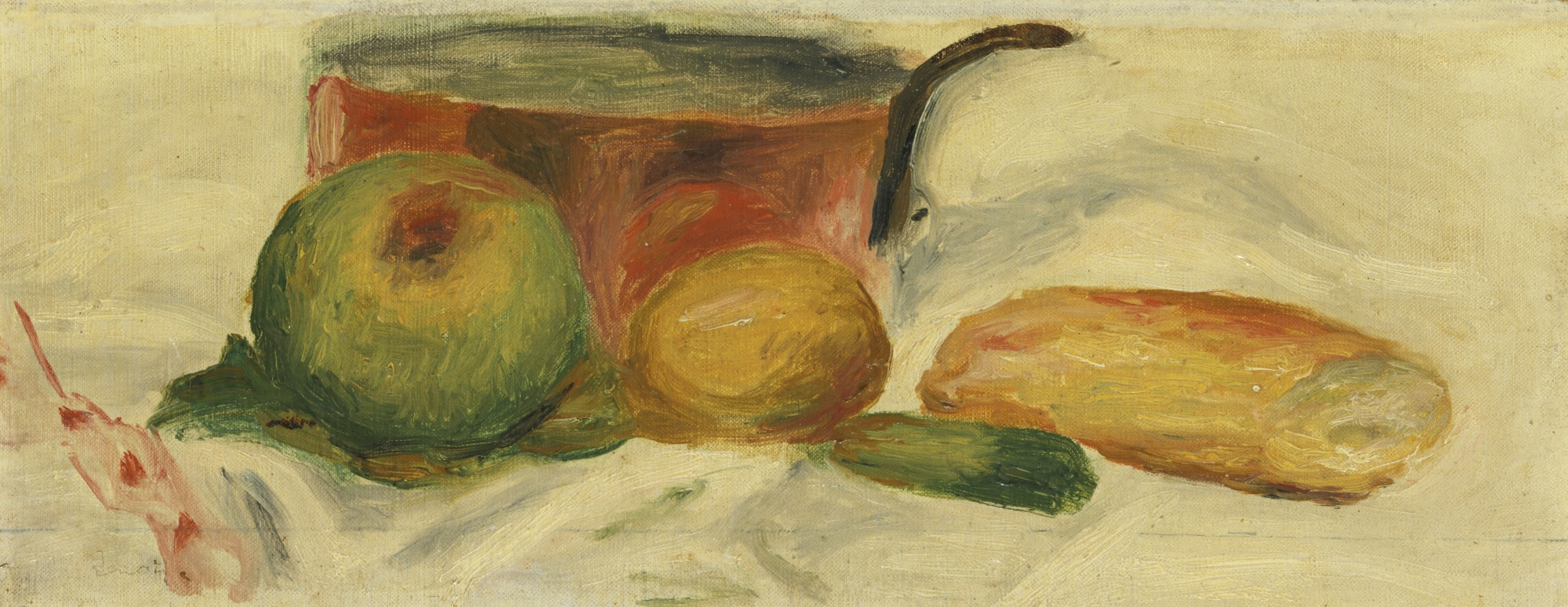
Un poêlon, représenté par le peintre Auguste Renoir - Poêlon et fruits, 1885

Le poêlon est un ustensile de cuisine. Il est en cuivre et ressemble à une russe au fond demi sphérique. Désigne également une casserole à manche dans le Nord de la France et en Belgique.
Le poêlon est caractérisé par son fond épais, capable de faire mijoter sans brûler le contenu.
Son manche est, le plus souvent, creux.
En confiserie, le poêlon est utilisé pour la fabrication de sirop, de sucre cuit, ou encore de caramel; ce mot désigne plus précisément  une casserole de cuivre employée pour faire fondre le sucre destiné à remplir les pastilleuses.